# Pecuária no Paraná
A pecuária no Paraná é, historicamente, uma das principais atividades econômicas desse estado brasileiro. Pode-se verificar o progresso pecuarista paranaense, especialmente, da bovinocultura e da suinocultura, sendo que nos últimos vinte anos, a bovinocultura e a suinocultura foram as atividades da pecuária que mais se expandiram na região.
O Paraná se destaca também na criação de abelhas, sendo o maior produtor de mel do Brasil. É o estado que mais produz bicho-da-seda e tilápia. O Paraná dispõe de uma relevante bovinocultura, destacando-se na pecuária do Brasil. É o estado com a segunda maior produção nacional de leite, com quase 5 bilhões de litros anuais, perdendo apenas para Minas Gerais. Na carne de frango, o Paraná ocupa a liderança brasileira no ranking de estados produtores e exportadores. É um dos estados brasileiros que mais criam porcos, principalmente no centro, sul e leste do estado. Já os rebanhos menos expressivos são os de equinos, ovinos, caprinos, muares e bubalinos.

## Contexto histórico

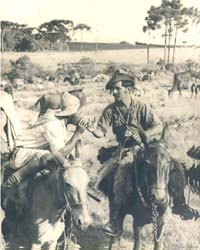
Tropeiros por volta do ano de 1900 em Ponta Grossa.

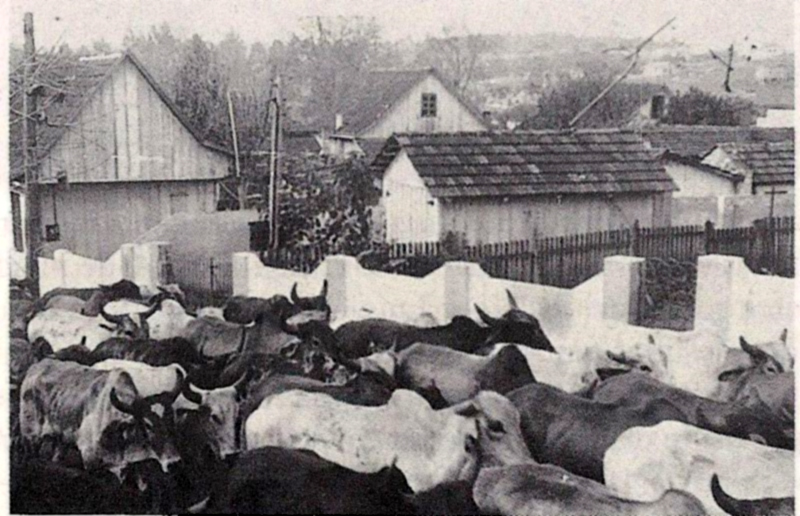
Boiada sendo conduzida na região de Curitiba na década de 1930.

A pecuária no Paraná foi uma das atividades mais rentáveis dos séculos XVIII ao XIX. A pecuária na região desenvolveu-se a partir da necessidade de abastecer o sudeste brasileiro. Os mercados de Minas Gerais, Rio de Janeiro e São Paulo no século XVIII passaram a necessitar de uma grande quantidade de alimentos. Embora o fluxo comercial de alimentos sempre tenha existido, antes e depois desse período, foi após a descoberta das minas de ouro de Minas Gerais que se intensificou, tendo como uma de suas consequências a grande demanda de gado equino e vacum.
Muitos latifundiários dedicaram-se ao rendoso negócio de comprar muares no Rio Grande do Sul, inverná-los nos campos paranaenses e revendê-los nas feiras de Sorocaba. Assim surgiu os Caminhos das Tropas, dando início a um importante ciclo econômico no Paraná, o tropeirismo. Na primeira metade do século XVIII, após a abertura da estrada do Sul por volta de 1733, a passagem crescente de tropas envolveu e atraiu no comércio cada vez mais pessoas nos planaltos paranaenses. Os fazendeiros no Paraná participavam da venda de tropas, buscando muares e cavalos sulinos. Esse comércio rapidamente incentivaria a formação de novos latifúndios, seja para alugar pastos, para criação e venda de animais, ou, com mais frequência, ambas.
Outro ciclo econômico importante na história paranaense foi o ciclo dos porcadeiros, que ajudaram a desenvolver a suinocultura no estado. Os safristas, ou "tropeiros de porcos", levavam os animais para centros urbanos como Guarapuava, Ponta Grossa e Jaguariaíva, onde produziam a gordura animal e depois revendiam para outros mercados consumidores, como São Paulo.

## Bovinocultura

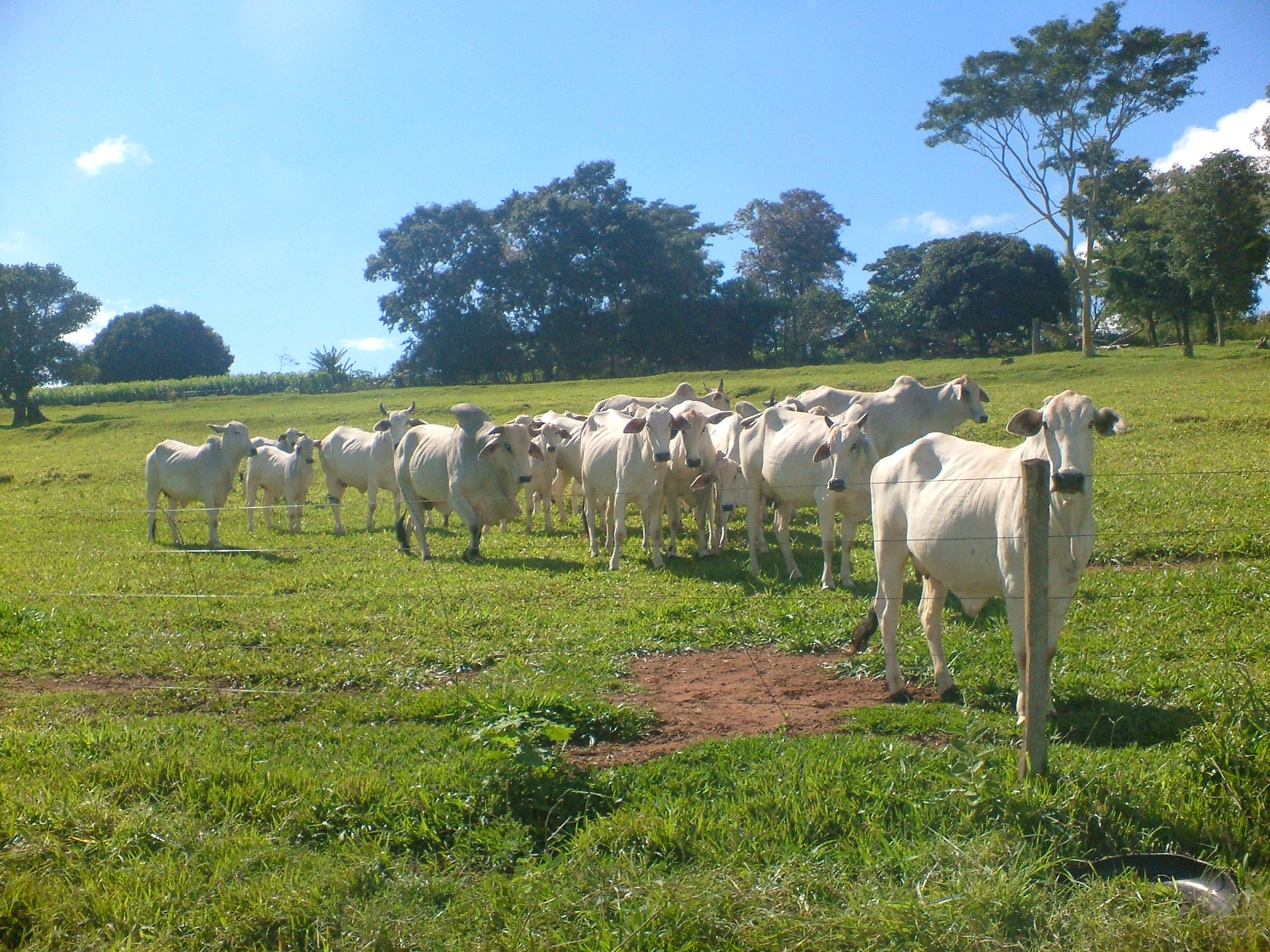
Criação de gado nelore em São Jorge do Patrocínio.

A bovinocultura é quando o gado é criado para carne e leite. O rebanho do Paraná é qualificado e a criação de gado é desenvolvida devido aos seguintes motivos: (1) as condições de clima agradam; (2) extensão das regiões aplainadas do noroeste paranaense; (3) há pastos orgânicos (Campos Gerais, Campos de Guarapuava, Campos de Palmas e Campos de Castro); (4) plantas forrageiras são cultivadas em áreas agrícolas exaustas; (5) o governo incentiva a pecuária; há mercados para pessoas que consomem. Como nos demais estados da região Sul, diferem, no Paraná, os modos de utilização das terras campestres ou florestais. Geralmente, nas zonas campestres, a pecuária extensiva é praticada; nas florestais, as plantações e pastos artificiais para engordar o gado são desenvolvidas.
Na produção para corte, merecem destaque as raças Gir, Nelore, Guzerá, Simental, Canchim, Chianina e Charolês. Estas raças encontram-se, predominantemente, nas microrregiões de Paranavaí, Umuarama, Astorga, Cascavel, Toledo, Campo Mourão, Cianorte e Ivaiporã. O gado Purunã é uma raça paranaense, que foi desenvolvida por um órgão estadual, na Serra de São Luiz do Purunã, região dos Campos Gerais. O rebanho de cor clara e marrom, de tons até avermelhados, é resultado do cruzamento de várias raças. Tem fácil ganho de peso e volume de carne, podendo chegar aos 450 quilos com 15 meses no momento do abate, tendo em média, 50 quilos a mais que o peso final da raça Angus.
O Paraná possui o 8º maior rebanho de bovinos do Brasil, com mais 6 milhões de cabeças e com quase sete mil criadores de bovinos. O Instituto Brasileiro de Geografia e Estatística (IBGE) estimou, em 2019, mais de 9 milhões de cabeças de boi, sendo que foram abatidas 1 441 473 cabeças somente em 2018, o que corresponde a 349 703 toneladas de carne bovina.
A região noroeste tem a maior produção de bovinos do estado e conta com 70% da área coberta por pastagens. Somente na região de Paranavaí e Umuarama são 1,5 milhão de hectares em pastagens. Alto Paraíso, na região noroeste, apresenta um dos maiores rebanhos bovinos exclusivos para corte, com aproximadamente 44 mil cabeças abatidas em 2017, com bovinos deixando o pasto em média de três anos. Já o município de Ortigueira, na região norte dos Campos Gerais, apresenta o maior rebanho bovino do Paraná, com quase 160 mil cabeças no ano de 2019. O Paraná se transformou ainda no terceiro maior exportador de couro bovino processado do Brasil, tendo como principal destino a Ásia, e a Coreia do Sul como a principal compradora. Em 2019, foram 27.263.923 metros quadrados de couro processado vendido para o exterior, representando 16,8% de participação nacional.

### Pecuária de leite
O Paraná produz cerca de 5 bilhões de litros de leite de vaca por ano. Na produção de gado como matéria-prima do leite é predominante a raça holandesa nas cores preta e branca, encontrando-se nos campos (Ponta Grossa, Castro, Palmeira e Lapa), na periferia de Curitiba, no Norte e Oeste do Paraná. É na região dos Campos Gerais que se concentra a maior bacia leiteira do Paraná e uma das maiores do Brasil, a região se destaca pelo uso de tecnologia e alta produtividade, ou seja, é a que mais produz leite por animal.
Castro é o maior produtor de leite do Paraná e do Brasil, com 45 000 vacas ordenhadas e 363,915 milhões de litros de leite por ano, rendendo um valor de produção de 651,4 milhões de reais. Em Carambeí, há também um dos mais extensos agrupamentos de gado de leite do Brasil com 22 942 vacas ordenhadas por ano. O município ocupa a vice-liderança na produção de leite no Brasil, com 224,778 milhões de litros por ano e com 402,4 milhões de reais em valor de produção. Somando a produção de Castro e Carambeí são 588.693 milhões de litros, o que representa 1,66% de toda a produção nacional. A região oeste do estado também se destaca com mais de 1 bilhão de litros de leite por ano. Os municípios que mais se destacam naquela região são: Marechal Cândido Rondon com 135,968 milhões de litros/ano; Toledo com 96 milhões de litros/ano; e Cascavel com 89,100 milhões de litro/ano.

## Suinocultura
A suinocultura é quando os porcos são criados. São predominantes as raças Landrace, Canastrae Duroc. As microrregiões que mais produzem são as de Toledo, Cascavel, Guarapuava, Francisco Beltrão, Foz do Iguaçu, Curitiba, Ivaiporã e Ponta Grossa. Toledo se consolidou como um dos maiores produtores de suínos do Brasil, sendo o terceiro maior município produtor do país.
Na região dos Campos Gerais, os municípios de Arapoti, Carambeí e Castro possuem cooperativas especializadas na produção de carne suína e derivados, como presunto, bacon, salame, defumados e linguiças. A intercooperação, que foi a união dessas cooperativas formada por imigrantes de origem holandesa, resultou em um polo de produção de proteína animal.
Em 2018 o Paraná abateu 840 025 toneladas de carne suína. Em 2019 o estado apresentava aproximadamente 7 milhões de cabeças de suínos. A maior parte da produção do Paraná tem como destino a exportação, sendo que o estado concentra cerca de 15% da produção nacional de suínos. O estado é o segundo maior produtor e o terceiro maior exportador de suínos do Brasil. Em 2020 fechou a produção com um crescimento de mais de 20% nas exportações, vendendo mais de 120 mil toneladas de carne suína, sendo 70% para a Ásia. Os maiores compradores são China, Hong Kong, Cingapura, Uruguai, Argentina e África do Sul, buscando sempre novos mercados.

## Avicultura

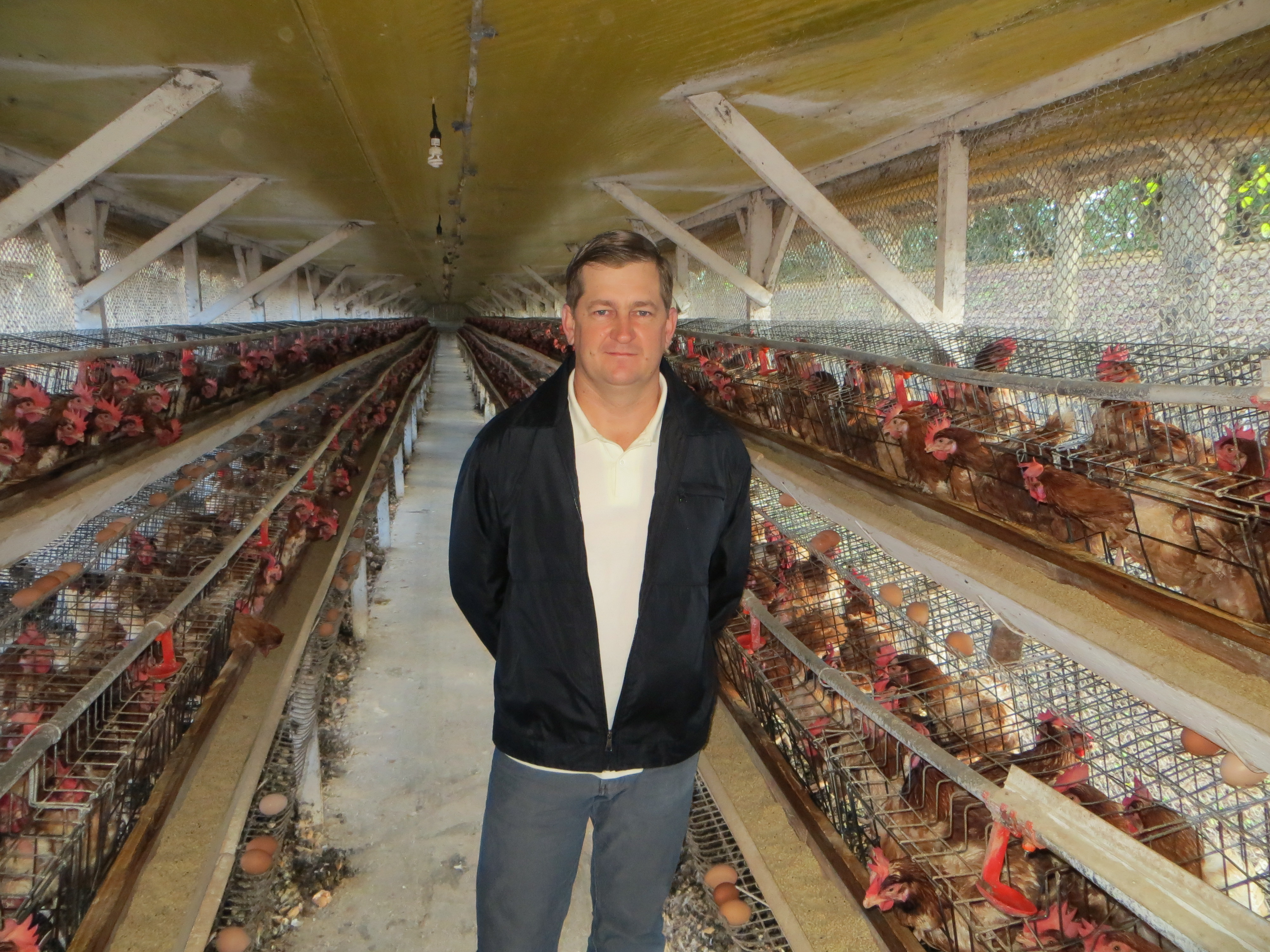
Produção de aves de postura em Santa Helena, no Paraná.

A avicultura que diz respeito à produção de aves para conseguir carnes e ovos. Fazem parte dessa atividade, a produção de galináceos (galinhas, frangos e perus) e de palmípedes (patos, marrecos e gansos). As maiores microrregiões produtoras de aves são as de Toledo, Francisco Beltrão, Curitiba, Cascavel, Pato Branco, Ponta Grossa, Jaguariaíva, Wenceslau Braz e Dois Vizinhos que é a capital do frango. Piraí do Sul é um dos maiores produtores nacionais de frangos.
Em 2019 o Paraná contava com um efetivo de 389 227 030 cabeças de galináceos. O estado tornou-se um dos maiores exportadores nacionais de carne de frango. O VBP (Valor Bruto da Produção) da avicultura em 2015 totalizou 15,05 bilhões de reais representando 23,9% do VBP do estado e representando 30,24% do VBP da avicultura no país.
O estado é o 2º maior produtor brasileiro de ovos. Em 2019 o Paraná produziu mais de 440 mil dúzias de ovos de galinha e 11 mil dúzias de ovos de codorna. Apucarana e Arapongas se destacaram como grandes produtores de codorna, sendo que Arapongas foi incluído entre os 20 municípios brasileiros com maior produção de ovos de galinha e Apucarana, com ovos de codorna.

## Piscicultura
Na piscicultura, que consiste em um dos ramos da aquicultura para a criação de peixes, o oeste do Paraná, em municípios próximos a Toledo e Cascavel, se transformou na maior região produtora de peixes do país, tendo a tilápia como principal espécie cultivada. Somente o município de Toledo produziu, em 2019, cerca de 9 530,4 toneladas de tilápia. Os frigoríficos de Nova Aurora e Toledo abate em média 160 mil tilápias por dia. O município de Maripá é um dos municípios com a maior produtividade de tilápia em tanques escavados do Paraná.
A Região Sul do Brasil lidera a produção de tilápia com 44% da produção nacional. A tilápia é o pescado que o Brasil mais exporta. Os principais compradores da tilápia são Estados Unidos, China e Japão. O oeste paranaense representa 69% de toda a produção do Paraná, que é o maior produtor nacional com 112 mil toneladas, sendo 91% referente a criações de tilápias. Em 2020 o Paraná produziu 166 000 toneladas de tilápia, sendo comercializado 146 212 toneladas. O bom resultado da atividade na região se dá pela presença do cooperativismo. Produziu também 3 000 toneladas de carpa. A produção de peixes nativos (entre eles, bagre, dourado, jaú, pintado e lambari) foi de 4 194 toneladas. Ao todo foram 172 000 toneladas produzidas de pescados de cultivo em 2020, o que representa 21% de toda produção brasileira.
Outras regiões do Paraná também produzem peixes de água doce, embora em menor escala, como a região do Norte Pioneiro, responsável por 8% da produção de peixes no estado. Nessa região, cidades como Cornélio Procópio, Santo Antônio da Platina e Alvorada do Sul possuem produção de pequenos e médios produtores. A atividade na região foca principalmente na produção de tilápias, que em 2015, produziu 12 mil quilos da espécie. Alguns desses produtores fazem parte da Cooperativa Agroindustrial dos Aquicultores do Norte Pioneiro (Coaqui).

## Apicultura e meliponicultura

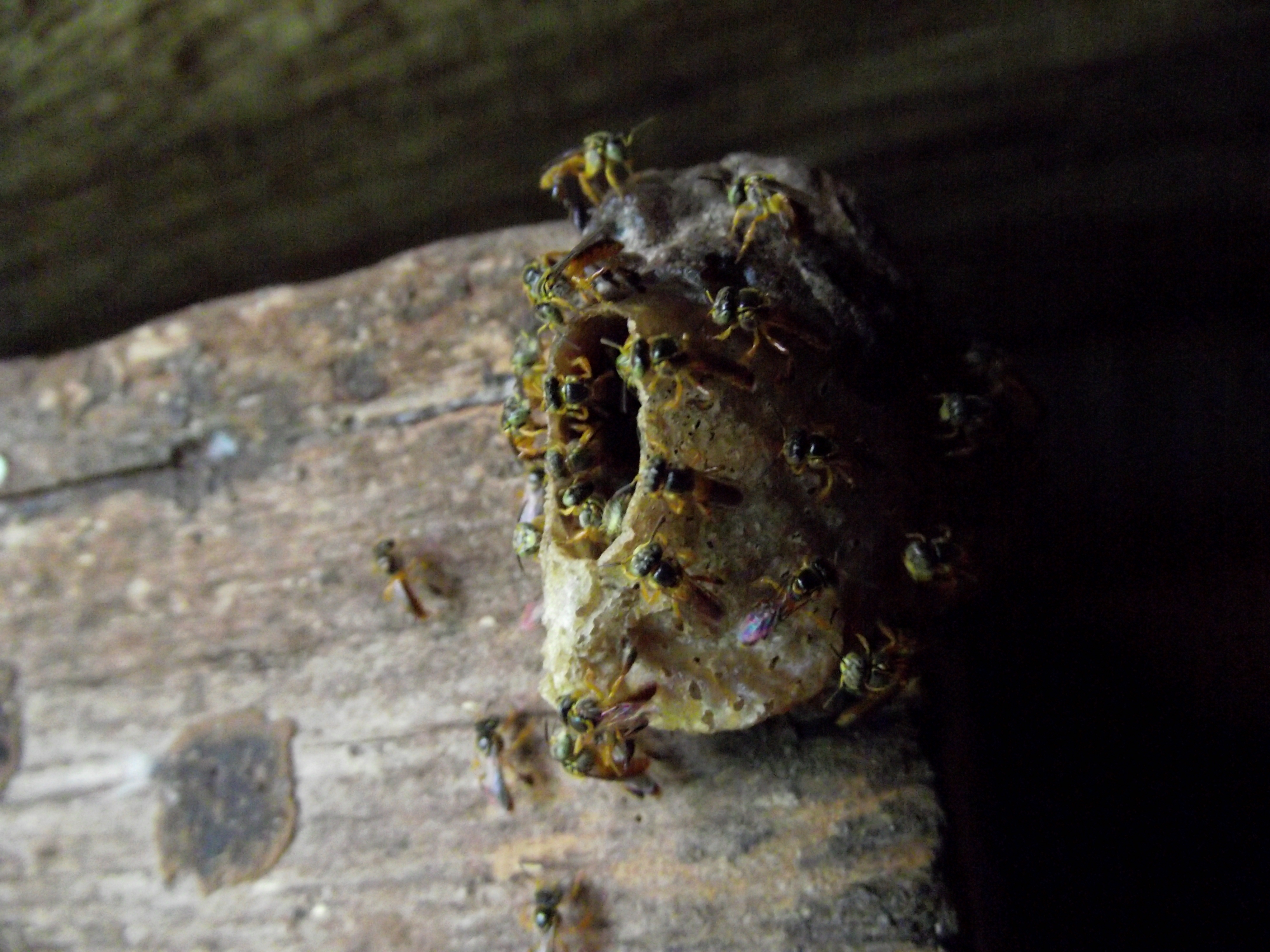
Colmeia de abelhas jataí (Tetragonisca angustula) em uma propriedade rural no norte do Paraná.

A produção de mel, própolis, geleia real, pólen, cera de abelha, além da comercialização de colmeias, desponta o Paraná como líder deste setor. Apicultura e meliponicultura colocam o Paraná como um grande criador de abelhas, tanto que o estado é o maior produtor de mel do Brasil, ficando a frente do Rio Grande do Sul, que brigam pela liderança a anos e revezam na posição.
A apicultura é a ciência, ou arte, da criação de abelhas com ferrão. Já a meliponicultura é a criação de abelhas sem ferrão. As técnicas na região paranaense já era observada entre os povos indígenas que já manuseavam as abelhas nativas sem ferrão e utilizavam o seu mel para diversos tratamentos de saúde. Vários fatores podem influenciar na produção de mel, como a temperatura, as chuvas, a altitude, o espaço disponível, a qualidade genética e o manejo das colmeias.
O Paraná produz em média 7 mil toneladas/ano de mel. O município de Maringá é um dos maiores processadores de mel do estado, onde recebe a produção de quase três mil apicultores. Todo o mel é processado, comercializado e exportado. Em 2020, segundo o Ministério da Agricultura, Pecuária e Abastecimento (MAPA) o estado exportou quase 9 mil toneladas, tendo um faturamento de 17 milhões de dólares. Somente o Porto de Paranaguá exportou 8.802,8 toneladas de mel, o que representa 19,25% das exportações nacionais. Toda essa produção escoada pelo porto é praticamente proveniente do estado. O principal destino do mel paranaense são os Estados Unidos. A União Europeia, Canadá e Austrália, também são grandes compradores.

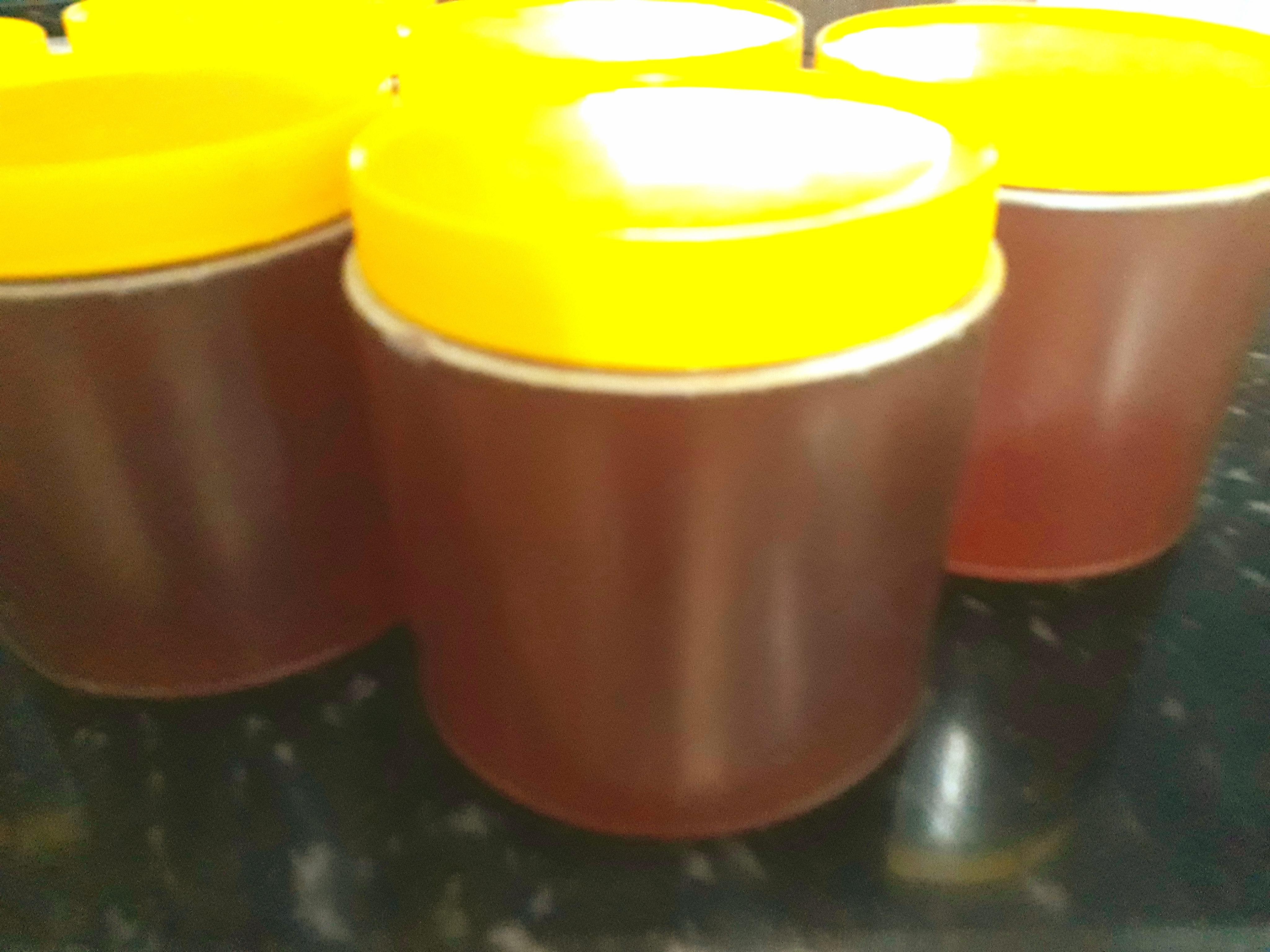
Potes de mel produzido em Imbaú, no Paraná.

Diversos municípios do Paraná possuem uma significativa produção de mel. Ortigueira, por exemplo, tem uma das maiores concentrações de colmeias do estado, entre 10 mil a 12 mil colmeias, sendo o maior produtor de mel do Paraná, com aproximadamente 10% da produção estadual. O mel de Ortigueira é produzido a partir de flores silvestres, como a do capixingui, que floresce de novembro a dezembro e resulta em um mel claro e suave, sendo exportado para outros países. Além da presença de eucalipto, assa-peixe, canelas, maria-mole, aroeira, vassourinha, gabiroba e angico, típicos da região. De acordo com o IBGE, Ortigueira produziu 795 toneladas de mel em 2019 e ocupou a primeira colocação no Brasil. E Arapoti, também nos Campos Gerais, na terceira posição no ranking nacional com 667 toneladas. Prudentópolis é outro grande produtor de mel com 302 toneladas. Ortigueira é sede da cooperativa Apomel (Associação dos Produtores Ortigueirense de Mel), que possui cerca de 300 apicultores. Em 2018 a associação produziu 350 toneladas de mel, em um espaço de 700 metros quadrados com capacidade de produzir até 1,8 mil toneladas. A região de Ortigueira conta ainda com a Cooperativa de Apicultores e Meliponicultores Caminhos do Tibagi (COOCAT-MEL), que tem como objetivo a produção, beneficiamento e comercialização do mel e derivados. Além de Ortigueira, conta com outros municípios como, Figueira, Tibagi, Curiúva, Ventania, Reserva, Imbaú e Telêmaco Borba, abrangendo em torno de 500 famílias. Já no oeste do Paraná há a cooperativa Coofamel (Cooperativa Agrofamiliar Solidária) com sede em Santa Helena. Possui 300 apicultores cooperados e 50 têm registro de Indicação Geográfica. A cooperativa produziu 150 toneladas em 2018, comercializados em todo o Paraná e alguns estados do Brasil.

## Sericicultura
No Paraná, a quantidade produzida de casulos do bicho-da-seda é expressiva. Em 2019 o Paraná mantinha pouco mais que 83% da produção de casulos no Brasil, com 2 565,5 toneladas de casulos. Com a ajuda de tecnologia, a atividade no estado em alguns municípios chega a superar os ganhos obtidos com outras culturas, como a soja e o milho. O Paraná conta com aproximadamente 1,8 mil produtores de casulos da seda em 176 municípios. Nova Esperança, Astorga, Diamante do Sul, Cândido de Abreu e Jardim Alegre, são os municípios paranaenses que mais se destacam na sericicultura no estado. Em Diamante do Sul cerca de 140 produtores se dedicam à sericicultura, tendo uma produção média de 1.254 quilos de casulo por hectare/ano. Já Nova Esperança, no noroeste, é maior produtor de casulo do bicho da seda do País.

## Outras atividades criatórias
No campo e nos arredores das cidades, são encontradas demais atividades que têm associação com a produção de animais, tais como: ranicultura (rãs), mitilicultura (mexilhão), ostreicultura (ostras) e cunicultura (coelhos), entre outras menos expressivas. Segundo o IBGE, em 2019, o Paraná contava com aproximadamente 33 mil bubalinos, 115 mil caprinos, 556 mil ovinos, 128 mil ovinos tosquiados e 282 mil equinos.
Os municípios de Salgado Filho e Paulo Frontin se destacaram entre os maiores produtores de coelhos. O litoral do Paraná mantém a maricultura, produzindo camarão, ostras e mexilhões. Somente Guaratuba produz cerca de 60 mil dúzias/ano de ostras. Em 2019 o Paraná produziu 80 toneladas de camarão.